# Toledo (microregio)
Toledo is een van de 39 microregio's van de Braziliaanse deelstaat Paraná. Zij ligt in de mesoregio Oeste Paranaense en grenst aan de microregio's Foz do Iguaçu, Cascavel, Goioerê, Umuarama en Iguatemi (MS). De microregio heeft een oppervlakte van ca. 8.755 km². In 2009 werd het inwoneraantal geschat op 375.903.
Eenentwintig gemeenten behoren tot deze microregio:
- Assis Chateaubriand
- Diamante d'Oeste
- Entre Rios do Oeste
- Formosa do Oeste
- Guaíra
- Iracema do Oeste
- Jesuítas
- Marechal Cândido Rondon
- Maripá
- Mercedes
- Nova Santa Rosa
- Ouro Verde do Oeste
- Pato Bragado
- Quatro Pontes
- Santa Helena
- São José das Palmeiras
- Palotina
- São Pedro do Iguaçu
- Terra Roxa
- Toledo
- Tupãssi

Mesoregio's: Centro Ocidental Paranaense · Centro Oriental Paranaense · Centro-Sul Paranaense · Metropolitana de Curitiba · Noroeste Paranaense · Norte Central Paranaense · Norte Pioneiro Paranaense · Oeste Paranaense · Sudeste Paranaense · Sudoeste Paranaense

Microregio's: Apucarana · Assaí · Astorga · Campo Mourão · Capanema · Cascavel · Cerro Azul · Cianorte · Cornélio Procópio · Curitiba · Faxinal · Floraí · Foz do Iguaçu · Francisco Beltrão · Goioerê · Guarapuava · Ibaiti · Irati · Ivaiporã · Jacarezinho · Jaguariaíva · Lapa · Londrina · Maringá · Palmas · Paranaguá · Paranavaí · Pato Branco · Pitanga · Ponta Grossa · Porecatu · Prudentópolis · Rio Negro · São Mateus do Sul · Telêmaco Borba · Toledo · Umuarama · União da Vitória · Wenceslau Braz